# Gljadjanskoe
Gljadjanskoe (in russo Глядянское?) è un villaggio della Russia situato nell'oblast' di Kurgan. È il centro amministrativo del rajon Pritobol'nyj.
Si trova lungo il fiume Tobol, 67 km a sud di Kurgan.